# Wintersun
Wintersun es una banda musical de death metal melódico y sinfónico formada en Helsinki, Finlandia en el año 2003 por Jari Mäenpää como productor y compositor, después de dejar la banda Ensiferum. La banda ha sido descrita generalmente como death metal melódico, metal sinfónico, power metal y folk metal.
Las influencias de Jari Mäenpää proceden directamente de bandas de metal como Dissection, Emperor, Stratovarius y Metallica.

## Historia
El primer álbum de Wintersun se suponía iba a ser un proyecto paralelo del integrante de Ensiferum, Jari Mäenpää. Sin embargo, la gira europea de Ensiferum fue programada para la misma fecha en que comenzaba a grabarse "Wintersun". Mäenpää se vio obligado a escoger entre su ya agendada grabación del disco y Ensiferum. Escogió Wintersun y tuvo que dejar atrás a Ensiferum. "Wintersun" fue grabado completamente por Jari Mäenpää, sólo con un baterista de sesión para realizar la percusión. Jari realizó las voces, bajo, guitarras y sintetizadores. El 13 de septiembre de 2004, el álbum Wintersun fue lanzado por Nuclear Blast Records.
Actualmente, Jari junto con la formación están preparando el álbum llamado Time II, entre otros. El álbum "Time" tuvo que dividirse en dos partes de 40 minutos cada una debido a los continuos problemas de producción. 
Sus letras tratan sobre el invierno, la astronomía y creación, la muerte, alucinaciones y sueños.
Lo más característico de su letra es el dilema de la vida ante la muerte.

## El difícil momento de Wintersun con Nuclear Blast
Hace unos años atrás, el vocalista y compositor musical Jari Mäenpää, publicó un comunicado por medio de su página oficial de Facebook, donde expresa su sentir respecto a la situación de la banda con el sello Nuclear Blast Records, afectando seriamente la realidad del financiamiento público de Time II y futuros discos.
El último álbum de la banda antes de la publicación del mensaje había sido "Time I" (19 de octubre del año 2012). 

Estoy muy feliz de ver a tantos fans que están dispuestos a comprometerse y ser parte del financiamiento del estudio para Wintersun, donde yo podría hacer el siguiente álbum sin tomarme 10 años más.

He pensado en el "micromecenazgo" para el financiamiento por un tiempo y estoy muy confiado en que ahora hay suficiente cantidad de personas que nos permitiría obtener el dinero para el estudio de Wintersun. Esto me daría la libertad de hacer música de manera eficiente y sin parar. Con esto se me eliminarían parte (o muchos) de los problemas que he luchado toda mi vida y que todavía sigo luchando a diario. Por ejemplo ahora necesito un nuevo estudio para Time II. No cualquier estudio, mi propio estudio donde pueda diseñar o trabajar en mis propios sonidos exactamente como yo los quiero. En estudios de 3ra, nunca he tenido buen resultados y los precios que cobran son una locura.

La construcción de un estudio profesional para Wintersun, nos daría la libertad de hacer música sin parar. Esto mejoraría nuestro sonido significativamente y lo más importante, aceleraría el proceso de sacar un disco/álbum. Esto incluso mejoraría nuestra presentación en vivo. Con la pre-producción apropiada, capaz de ajustar nuestros sonidos en vivo y configurar correctamente nuestros sonidos, que sonarían bastantemente increíble. También nos gustaría poder ensayar más seguido y que nos permita ser capaces de tocar en directo con más frecuencia y llegar a lugares donde normalmente no hemos sido capaces de llegar. El estudio nos permitiría tener más tiempo para todo.

Pero el problema es el siguiente. Tengo un contrato con Nuclear Blast. Si quisiera hacer un álbum a través de micromecenazgo, ellos vendrían con abogados y tomarían la parte de su % (más de la mitad) del dinero que cada uno de ustedes destinarían para el estudio de Wintersun y la producción del álbum. Te quedarían siquiera ganas de rogar tomando en cuenta que Wintersun no obtendría el 100% del dinero que se ha pedido para la producción total? Entonces nuestra gestión tomaría su % de su porción. Entonces hay impuesto desde luego. El gobierno Finlandés tomaría algo así como 40 %. Esto no me dejaría nada. Estaría totalmente jodido. He estado tratando de tener una conversación con Nuclear Blast sobre el financiamiento público, pero ellos están fuera de control. Ellos ven como el financiamiento público como una amenaza para su negocio y que preferirían ver a Wintersun muerto, antes que lo financien. Pienso que esto no les haría daño en absoluto, sólo los beneficiaría, pero ellos no ven el panorama de Wintersun bien. En realidad me dijeron sin rodeos que yo debería dejar de hacer música ya que ellos no van a liberar a Wintersun del contrato. Es realmente así, porque no pueden o no quieren prestarme el dinero suficiente para construir un estudio y así financiar un álbum, no quieren que otras personas (fans) los financien. Así es como funciona un contrato discográfico: el sello da un anticipo para hacer un álbum. Esto es un préstamo y ellos recuperarán cada céntimo hasta la venta del último disco. La razón por la que Time I & II ha tomando mucho tiempo (y todavía le queda mucho tiempo a Time II para terminarse), es porque no he conseguido bastante avance (dinero) para hacer estos álbumes complejos. Así he estado luchando todos estos años y sacrifico todo para hacer estos álbumes complejos. Nunca lo he hecho con dinero de Wintersun. Todo mi dinero ha ido a la producción del álbum, pero podrás adivinar quién se ha llevado el montón de dinero de Wintersun.

Todo esto me está estresando y retrasa mi trabajo. Tengo suficiente problemas técnicos para hacer frente a estos álbumes. Solo quiero la libertad de hacer música, pero supongo que es lo es. Honestamente, siento que si hubiera firmado un pacto con el diablo y yo soy solamente un esclavo en el sistema.

Tengo aproximadamente 5 álbumes desde hace mucho tiempo y de buena calidad, insanamente buenos para grabar. Y no hay ningún material de relleno en absoluto! La música es mucho más refinada, mucho más avanzada en el arreglo,composición y producción. Es diverso y hermoso, pesado, caótico y explorando diferentes estilos y temas, siento que ninguna banda ha explorado eso antes… La cosa es que es simplemente de otro nivel, en un universo diferente que el álbum debut, Time I y II. Escribí Time I en el año 2006 y estaba listo para ser lanzado. ¡Piensa en la cantidad de cosas que he escrito desde entonces! Y yo sigo escribiendo, me siento como si estuviera en llamas. La música solo fluye fuera de mí. Estoy tan entusiasmado con toda esta nueva música y no puedo esperar para empezar a grabar y compartir con ustedes… pero no puedo sin un estudio, ese es el problema…

## Instancia actual de Wintersun y The Forest Seasons y Time II
La campaña de micromecenazgo de Wintersun sobrepasó el umbral marcado, entregándose en respuesta las diversas versiones de The Forest Seasons, con mezclas diferentes, pistas individualizadas, etc. en lo que se dio a llamar "The Forest Package". Se produjo poco después un CD físico en conjunto con Nuclear Blast. Time II fue lanzado finalmente a mediados de 2024.

## Formación

### Miembros actuales
- Jari Mäenpää: voz, guitarra y teclados (2003-presente), bajo (2004)
- Kai Hahto: batería (2004-resente)
- Teemu Mäntysaari: guitarra, voz adicional (2004-presente)
- Jukka Koskinen: bajo (2005-presente)

### Miembros anteriores
- Oliver Fokin: batería en videoclip (2004)
- Asim Searah: guitarra, voz adicional (2017-2022)

### Miembros en vivo
- Timo Häkkinen: batería (reemplaza a Kai Hahto durante su gira con Nightwish, 2017-presente)
- Rolf Pilve: batería (reemplaza a Kai Hahto durante su gira con Nightwish, 2017-presente)
- Heikki Saari: batería (reemplaza a Kai Hahto durante su gira con Nightwish, 2018-presente)

## Discografía

### Álbumes de estudio
- Wintersun (2004)
- Time I (2012)
- The Forest Seasons (2017)
- Time II (2024)

### Álbumes en vivo
- Wintersun: Tour Edition (2006)
- Wintersun: Live at Tuska Festival 2013 (2017)